# لوح يويفا التذكاري

لوحة اليويفا التذكاري (بالإنجليزية: The UEFA Plaque)‏ هي شهادة تكريم مقدمة من الإتحاد الأوروبي لكرة القدم (يويفا) لنادي يوفنتوس الإيطالي لكرة القدم بعد إنجازهم غير المسبوق في الحصول على جوائز جميع المسابقات الثلاث الكبرى لليويفا، وهي دوري أبطال أوروبا، كأس الاتحاد الأوروبي للأندية أبطال الكؤوس ودوري أوروبا. وهو أول فريق في تاريخ كرة القدم الأوروبية قام بهذا الإنجاز.

## التصميم
تتألف الجائزة من لوحة مستطيلة من الفضة منقوش فيها الكؤوس الثلاث التي تمثل البطولات المذكورة يعتليها إكليل من الغار يحيط بشعار الاتحاد الأوروبي لكرة القدم. منقوش فيها العبارة كما بين الأقواس.

في 12 يوليو 1988، في بداية حفل قرعة مجموعات مسابقات أوروبا لكرة القدم 1988-1989 التي عقدت في جنيف (سويسرا)، قدم رئيس الاتحاد الأوروبي السابق جاك جورج الجائزة للمرة الأولى في التاريخ إلى رئيس يوفنتوس جامبييرو بونيبيرتي.
إشادة
من الاتحاد الأوروبي لكرة القدم لنادي يوفنتوس
أول ناد فاز بمسابقات الأندية الدولية الثلاث للإتحاد الأوربي لكرة القدم
دوري أبطال أوروبا
كأس الاتحاد الأوروبي للأندية أبطال الكؤوس
دوري أوروبا. 